# Ingvild Flugstad Østberg
Pour les articles homonymes, voir Østberg.
Ingvild Flugstad Østberg, née le 9 novembre 1990 à Gjøvik, est une fondeuse norvégienne.
Elle devient championne olympique du sprint par équipes, avec Marit Bjørgen, lors des Jeux olympiques de Sotchi en 2014, édition où elle remporte également la médaille d'argent du sprint. En 2018 à Pyeongchang, elle remporte le relais avec Astrid Uhrenholdt Jacobsen, Ragnhild Haga et Marit Bjørgen. Championne du monde du relais lors des mondiaux 2015 de Falun, elle remporte cinq médailles mondiales lors de l'édition 2019 à Seefeld, l'argent sur le skiathlon, le trente kilomètres et le relais, le bronze sur le dix kilomètres et le relais par équipes.
Elle remporte également une édition du Tour de ski, lors de l'édition 2019. Lors de cette saison 2018-2019, elle remporte le classement général de la Coupe du monde. Durant ses premières années de compétition, elle privilégie les épreuves de sprint, spécialité où elle finit troisième du classement 2013, puis deuxième en 2015 et 2016. À partir de cette saison, elle termine sur le podium du classement général, deuxième en 2016, troisième en 2017 et 2018 et la première en 2019.
Son frère Eivind Flugstad Østberg est un fondeur de haut niveau.

## Biographie

### Carrière junior et passage vers les séniors
Durant sa carrière junior, Ingvild Flugstad Østberg a été médaillée dix fois aux Championnats du monde, ce qui représente le record de la catégorie d'âge. Sept titres figurent parmi ces dix médailles. En 2008, elle a la chance de participer à sa première course de Coupe du monde, le sprint classique de Drammen, où elle est 31e, à une place de la qualification en phase finale. En novembre 2008, elle est trentième du dix kilomètres classique à Kuusamo, ammassant son premier point pour la Coupe du monde. Après deux top vingt à Otepää et quatre titres aux Championnats du monde junior, elle figure dans l'équipe norvégienne pour les Championnats du monde de Liberec, où elle est notamment cinquième du sprint par équipes. Lors de la saison 2010, toujours chez les juniors, elle s'octroie le classement général de la Coupe de Scandinavie

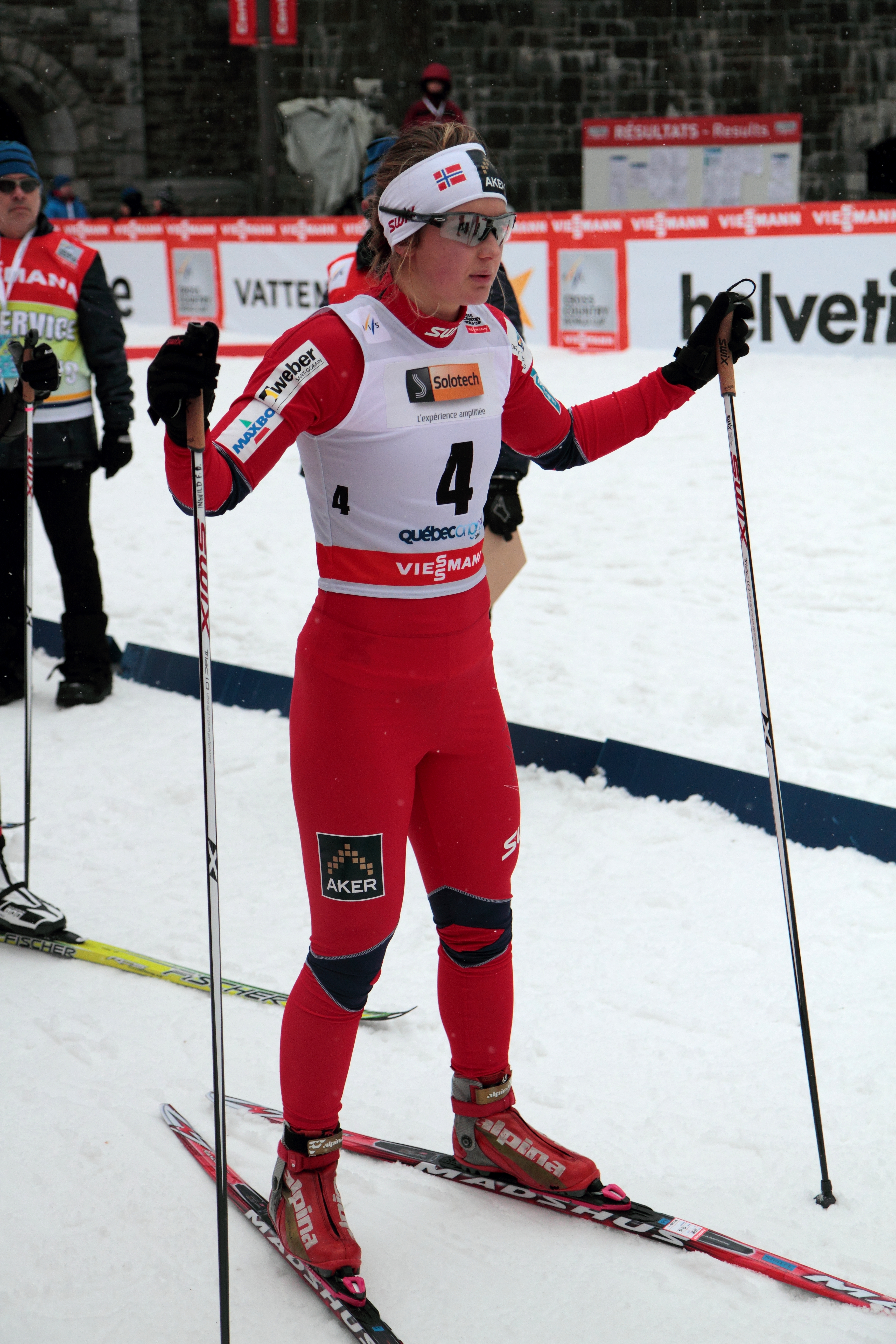
Østberg en 2012 à Quebec

En 2010-2011, elle passe la barrière du top dix en Coupe du monde avec une septième place au sprint classique d'Oberstdorf au Tour de ski, qu'elle achève au quatorzième rang. Cet hiver, elle est aussi championne du monde des moins de 23 ans sur le skiathlon.

### Premiers podiums et médailles olympiques en 2014
En fin d'année 2011, elle atteint son premier podium en Coupe du monde dans un relais à Sjusjøen, puis est finaliste de son premier sprint en terminant quatrième à Rogla.
Elle fait partie des fondeuses norvégiennes émergentes en 2013, année où elle obtient son premier podium individuel de Coupe du monde avec une troisième place à Drammen en Norvège, après avoir gagné en compagnie de Maiken Caspersen Falla le sprint par équipes de Liberec en janvier et pris la deuxième place d'une étape du Toir de ski en sprint à Val Müstair. Elle a failli ramener une médaille des mondiaux de Val di Fiemme à l'occasion du sprint par équipes, ou Team sprint, mais a échoué à la quatrième place, la faute à une chute. Lors des Jeux olympiques de 2014, la Norvégienne devient vice-championne olympique de sprint derrière sa compatriote Maiken Caspersen Falla puis remporte la médaille d'or avec Marit Bjørgen lors du sprint par équipes. En fin de saison, elle finit sixième des Finales de Falun, son premier top 10 en course par étapes.

### Premiers succès individuels en Coupe du monde
Lors de la saison 2014-2015, elle se classe quatrième du Nordic Opening derrière trois autres Norvégiennes puis remporte sa première victoire en Coupe du monde une semaine plus tard au sprint libre de Davos, puis gagne un sprint classique à Otepää. Elle est ensuite championne du monde pour la première fois en sprint par équipes avec Maiken Caspersen Falla. Après une deuxième place au sprint de Lahti, elle occupe le même rang au classement de la spécialité et se retrouve quatrième du classement général, après une dixième place en 2014.
Pour la première épreuve de la saison 2015-2016, le Nordic Opening disputé à Ruka, elle termine à la troisième place derrière Therese Johaug et la Suédoise Stina Nilsson. Sur le tour de ski, elle commence par une troisième place lors de la première course, un sprint, puis termine deuxième d'un quinze kilomètres classique disputé en mass-start et remporté par Therese Johaug. Lors de la troisième étape, elle devance cette dernière pour remporter le cinq kilomètres classique disputé à Lenzerheide, prenant en même temps la tête du classement général provisoire. Elle est de nouveau troisième lors de la course suivante, un sprint à Oberstdorf avant d'être devancé par Johaug sur le dix kilomètres classique du lendemain sur ce site.
Partie avec 39 s d'avance sur Johaug lors de la montée finale de l'Alpe Cermis, elle termine en deuxième position, à 2 min 20 s 9 de cette dernière, une autre Norvégienne, Heidi Weng prenant la troisième place. Après le Tour de ski, elle obtient des places sur le podium lors du sprint classique de Drammen, du trente kilomètres classique d'Oslo, derrière Johaug, d'un sprint à Stockholm, d'un cinq kilomètres à Falun, et d'un skiathlon à Lahti. La saison de coupe du monde se termine par le Ski tour Canada, mini-tour de huit étapes où elle termine troisième d'un sprint à Canmore et remporte un dix kilomètres sur ce même lieu. Elle termine à la troisième place de ce tour, derrière Johaug et Weng. Elle termine à la deuxième place du classement général des sprints, derrière sa compatriote Maiken Caspersen Falla, à la troisième place du classement des courses de distances, derrière Johaug et Weng, pour occuper la place de deuxième du classement général.

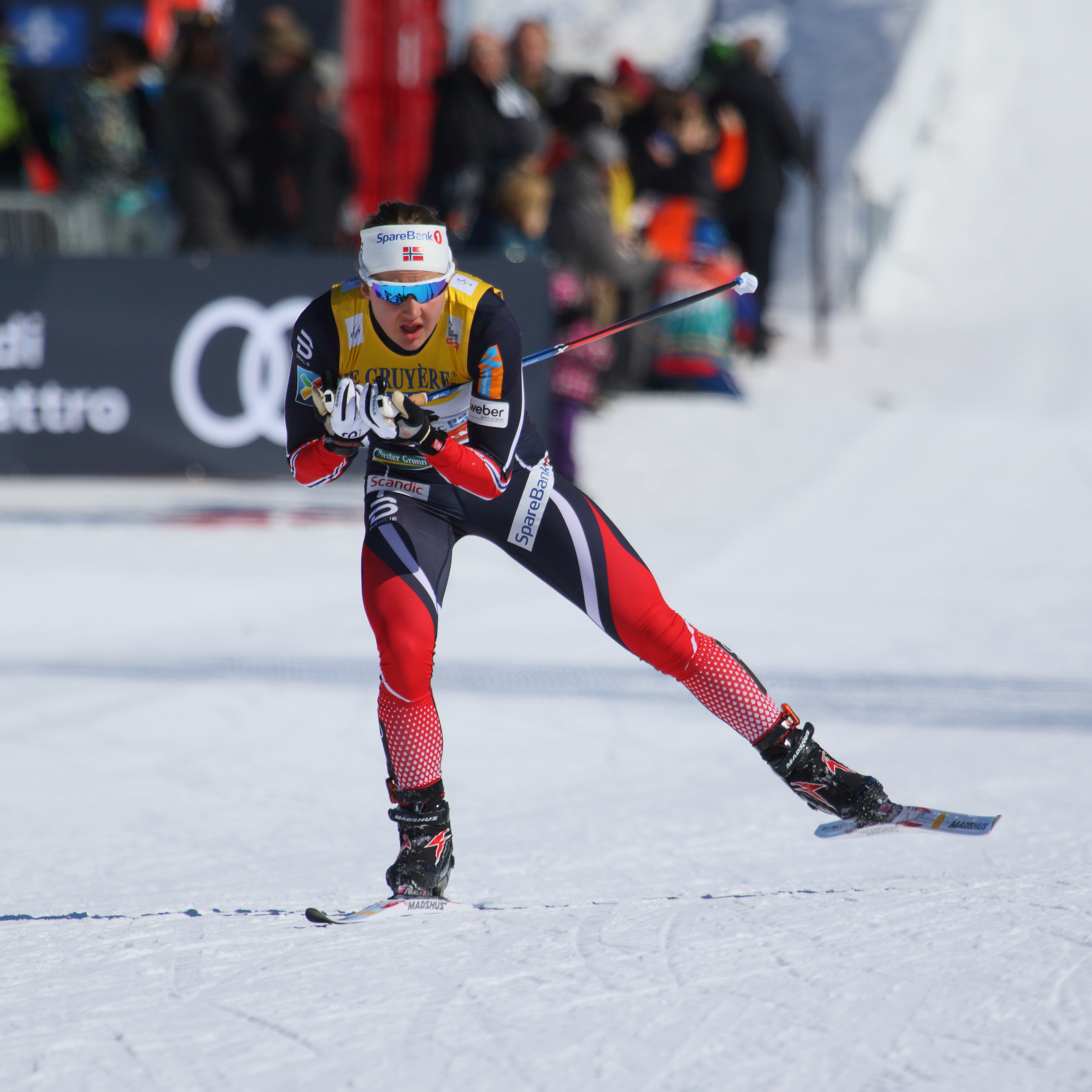
Østberg en 2017 à Québec.

Elle termine pour la première fois sur le podium de la saison 2016-2017 sur le dix kilomètres du Nordic Opening disputé à Lillehammer derrière Krista Pärmäkoski, terminant le mini-tour en deuxième position derrière Heidi Weng. Lors de l'étape suivante, à Davos, elle remporte le quinze kilomètres libre avant d'être devancé par Maiken Caspersen Falla le lendemain sur le sprint. Avec l'absence de la tenante du titre Therese Johaug suspendue et celle de Marit Bjørgen, elle est présentée parmi les deux favorites du tour de ski avec Heidi Weng. Elle remporte le cinq kilomètres du Val Mustair, et troisième d'un dix kilomètres poursuite à Oberstdorf, se replaçant à 11 s de la leader du classement provisoire Stina Nilsson. Comme ses adversaires Nilsson et Weng, elle perd du temps lors de l'individuel cinq kilomètres de Toblach. Une mauvaise performance sur l'avant dernière course la place en quatrième position au départ de la montée finale à Val di Fiemme, elle termine à cette place au sommet, juste derrière Nilsson, Wend l'emportant devant Krista Pärmäkoski. Elle retrouve une place sur le podium à Falun lors d'un quinze kilomètres remporté par Marit Bjørgen. Lors des championnats du monde, elle est éliminée dès les quarts de finale lors du sprint, puis termine 19e du skiathlon. Non alignée au sein du relais norvégien de sprint par équipes, elle termine huitième du dix kilomètres. Elle n'est également pas choisie au sein du relais 4 × cinq kilomètres. Elle termine ensuite à la sixième place des Finales disputées au Québec.

### 2018
Pour ses débuts sur la coupe du monde 2017-2018, elle termine troisième du dix kilomètres du Nordic Opening de Ruka, terminant à la cinquième place du classement final. Elle se qualifie ensuite pour la finale du sprint de Lillehammer où elle termine quatrième. Lors de l'étape suivante à Davos, elle termine cinquième du sprint puis remporte le lendemain le dix kilomètres, devant Ragnhild Haga et Krista Pärmäkoski. Quelques jours avant le tour de ski, elle termine deuxième derrière Marit Bjørgen du dix kilomètres classique de Toblach, battue lors d'un sprint à trois Norvégiennes avec Heidi Weng. Après un sprint terminé en 9e position, elle remporte l'étape suivante du tour de ski à Lenzerheideg puis la poursuite le lendemain. Profitant de la chute sur la ligne d'arrivée de sa rivale Heidi Weng, elle l'emporte à Oberstdorf, possédant ainsi 57 s d'avance au classement provisoire sur sa compatriote. La victoire de Weng sur le dix kilomètres de Val di Fiemme lui permet de combler son retard sur Østberg, cinquième avec 35 s, Weng empochant également 15 s de bonifications. Les deux Norvégiennes parcourent ensemble la première partie de la dernière étape avant que Weng ne s'échappe lors de la montée finale pour terminer avec 48 s 5 en haut de l'Alpe Cermis pour remporter son deuxième titre dans cette épreuve.
Elle termine ensuite quatrième de la seule épreuve qu'elle dispute avant les Jeux olympiques de Pyeongchang. Éliminée en quart de finale du sprint classique, elle réalise le septième temps du dix kilomètres. Elle est alignée en première position, en style classique, du relais, transmettant le relais à Astrid Uhrenholdt Jacobsen en première position avec la Russie. Haga parvient à combler le retard concédé par Jacobsen pour replacer la Norvège en tête avec la Russie et la Suède. Stina Nilsson est la seule à parvenir à suivre Marit Bjørgen lors du quatrième relais avant de concéder un léger retard sur la dernière montée, la Norvège remportant ainsi le titre. Lors du trente kilomètres, elle termine en quatrième position. Sur la fin de la saison, elle termine sixième du trente kilomètres d'Oslo, puis obtient une troisième place lors d'un dix kilomètres mass-start à Falun dans le cadre des Finales où elle termine huitième.

### 2019: le globe de cristal et cinq médailles aux Championnats du monde

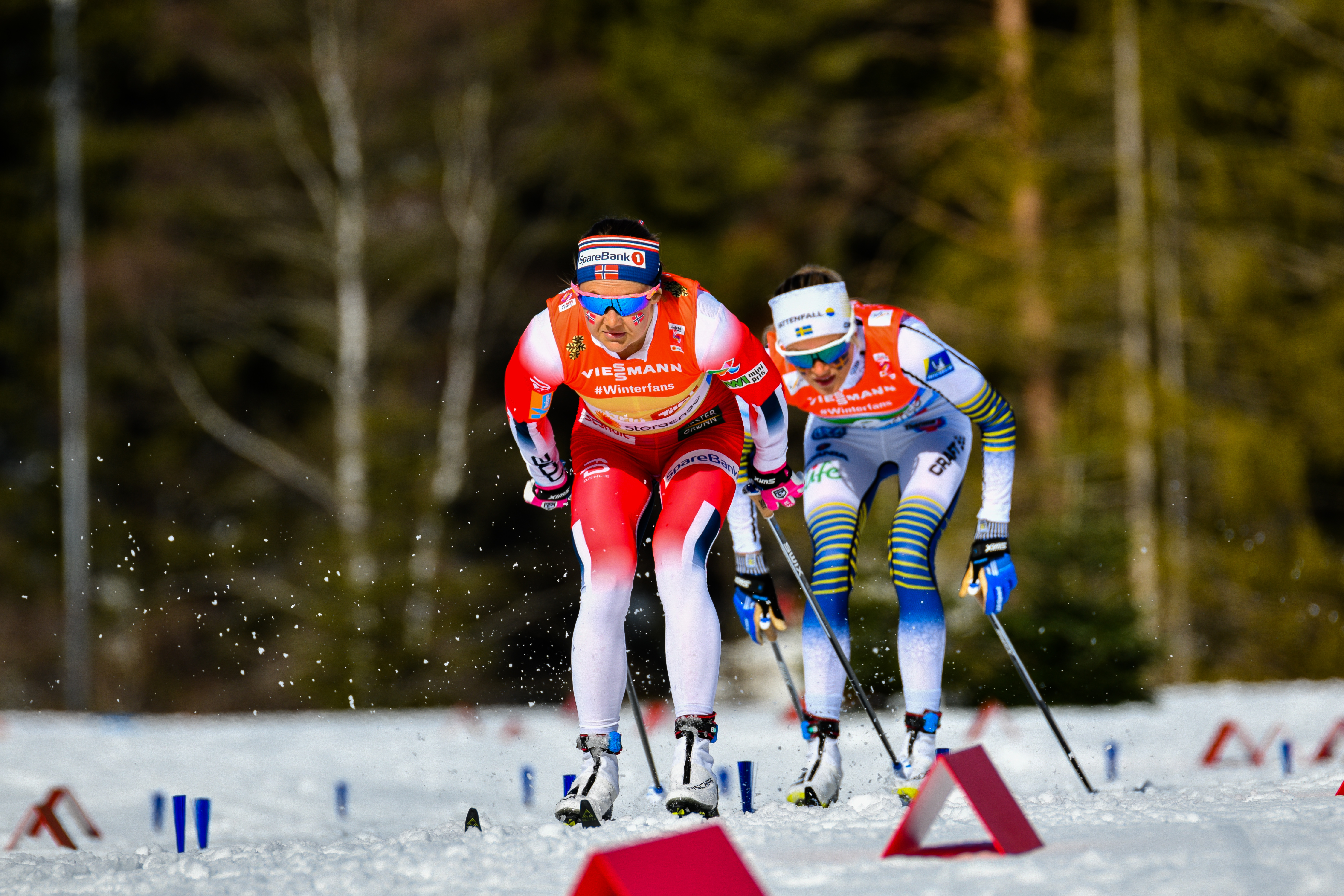
Østberg devant Karlsson sur le relais 4 × 5 km des championnats du monde 2019.

Elle obtient son premier podium de la coupe du monde en terminant deuxième de la poursuite du Nordic Opening disputé à Lillehammer, pour terminer troisième du mini-tour, derrière Therese Johaug de retour après sa suspension, et la Suédoise Ebba Andersson. Elle est de nouveau troisième, à Beitostølen sur un quinze kilomètres, puis deuxième à Davos sur dix kilomètres, deux courses remportées par Johaug. 16e du sprint de Toblach qui lance le tour de ski, elle termine deuxième du dix kilomètres disputé le lendemain, course remportée par la Russe Natalia Nepryaeva. Lors du sprint du Val Mustair, elle termine quatrième, avant de remporter les deux épreuves d'Oberstdorf, un dix kilomètres mass-start et un dix kilomètres poursuite, deux courses où elle devance Nepryaeva. Avec sa victoire lors de la mass-start, elle prend la tête du classement général de la coupe du monde devant Johaug qui a préféré ne pas disputer l'épreuve pur préparer les mondiaux. Elle continue de dominer l'épreuve en remportant dix kilomètres de Val di Fiemme. Elle remporte le tour de ski en terminant en tête au sommet de l'Alpe Cermis, réalisant également le meilleur temps sur cette étape. Elle remporte ainsi pour la première fois de sa carrière le Tour de ski. Elle ne participe ensuite qu'à l'étape d'Ulricehamn, une sixième place d'un dix kilomètres et une victoire en relais, avant de se rendre à Seefeld pour les championnats du monde. Non alignée sur le sprint, elle termine à la deuxième position du skiathlon derrière Johaug, la Russe Nepryaeva prenant la troisième place. La paire norvégienne qu'elle forme avec Maiken Caspersen Falla termine à la troisième place du sprint par équipes, la victoire étant remportée par les Suédoises Stina Nilsson et Maja Dahlqvist devant la paire slovène composée de Anamarija Lampic et Katja Visnar. Sur le dix kilomètres, elle termine à la troisième place d'une course où Johaug réalise le meilleur temps devant la jeune Suédoise Frida Karlsson. L'équipe norvégienne, composée de Heidi Weng et Ingvild Flugstad Østberg sur les deux relais classiques et de Astrid Uhrenholdt Jacobsen et Therese Johaug sur les parcours en libre, favorite du relais 4 × 5 km, est finalement battue par la Suède, Nilsson s'imposant à Johaug dans la dernière ligne droite. La dernière épreuve féminine, le trente kilomètres, voit cette dernière s'imposer une nouvelle fois, devant Østberg qui remporte sa cinquième médaille en cinq courses, et Frida Karlsson. Après deux étapes de Coupe du monde sans obtenir de podium, elle arrive troisième des Finales à Québec, remportées par Stina Nilsson. Avec tous ces résultats, elle confirme sa place de gagnante de la Coupe du monde, devançant la Russe Natalia Nepryaeva.

### 2019-2020 et 2020-2021: saison blanche
Østberg apparaît en compétition lors de la saison 2019-2020 seulement à partir du Tour de ski, car elle ne remplissait auparavant pas les critères de sa fédération sur son certificat de santé. En échec lors des étapes de sprint (32e et 16e), elle finit dans le top dix dans toutes les courses de distance : quatrième à Lenzerheide, deuxième puis première à Toblach, pour sa seule victoire cet hiver, ainsi que cinquième et troisième à Val di Fiemme. La Norvégienne prend ainsi la troisième place du tour derrière Therese Johaug et Natalia Nepryaeva. Elle enchaîne avec deux nouveaux podiums au skiathlon d'Oberstdorf et à la poursuite en style classique à Nove Mesto, courses gagnées par Johaug.
Sur le Ski Tour disputé en Scandinavie, elle accroche trois podiums dans des étapes de distance, qui contribue à son troisième rang final, à plus de 3 minutes de Johaug, mais à moins d'une seconde de Heidi Weng.
À Lahti, elle gagne le relais et se classe cinquième du dix kilomètres classique. Cinquième est aussi sa place au classement général cette année.
En mars 2020, elle doit renoncer à la fin de la saison en raison d'une fracture de fatigue au pied.
Elle annonce avant le début de la saison 2020-2021 qu'elle ne participera à aucune compétition cet hiver.
Son état de santé étant jugé insuffisant, elle doit également renoncer aux Jeux olympiques de Pékin 2022.

## Palmarès

### Jeux olympiques
| Épreuve / Édition   | Sprint                             | Sprint                           | 10 km                            | 10 km                            | Poursuite / Skiathlon 2 × 7,5 km | 30 km | Relais                         | Relais                         |
| Épreuve / Édition   | libre                              | classique                        | libre                            | classique                        | Poursuite / Skiathlon 2 × 7,5 km | 30 km | Sprint                         | 4 × 5 km                       |
| JO 2014 Sotchi      | Médaille d'argent, Jeux olympiques | Épreuve inexistante à cette date | Épreuve inexistante à cette date | —                                | —                                | —     | Médaille d'or, Jeux olympiques | —                              |
| JO 2018 Pyeongchang | Épreuve inexistante à cette date   | 17e                              | 7e                               | Épreuve inexistante à cette date | 11e                              | 4e    | —                              | Médaille d'or, Jeux olympiques |

Légende :
- : première place, médaille d'or
- : deuxième place, médaille d'argent
- : troisième place, médaille de bronze
- : pas d'épreuve
- — : Non disputée par Østberg

### Championnats du monde
| Épreuve / Édition           | Sprint                           | Sprint                           | 10 km                            | 10 km                            | Poursuite / Skiathlon 2 × 7,5 km | 30 km                    | Relais                    | Relais                   |
| Épreuve / Édition           | libre                            | classique                        | libre                            | classique                        | Poursuite / Skiathlon 2 × 7,5 km | 30 km                    | Sprint                    | 4 × 10 km                |
| Mondiaux 2009 Liberec       | —                                | Épreuve inexistante à cette date | Épreuve inexistante à cette date | —                                | —                                | 36e                      | 5e                        | —                        |
| Mondiaux 2013 Val di Fiemme | Épreuve inexistante à cette date | 17e                              | —                                | Épreuve inexistante à cette date | —                                | —                        | 4e                        | —                        |
| Mondiaux 2015 Falun         | Épreuve inexistante à cette date | 6e                               | —                                | Épreuve inexistante à cette date | —                                | 10e                      | Médaille d'or, monde      | —                        |
| Mondiaux 2017 Lahti         | 22e                              | Épreuve inexistante à cette date | Épreuve inexistante à cette date | 8e                               | 19e                              | —                        | —                         | —                        |
| Mondiaux 2019 Seefeld       | —                                | Épreuve inexistante à cette date | Épreuve inexistante à cette date | Médaille de bronze, monde        | Médaille d'argent, monde         | Médaille d'argent, monde | Médaille de bronze, monde | Médaille d'argent, monde |
| Mondiaux 2023 Planica       | Épreuve inexistante à cette date |                                  |                                  |                                  |                                  |                          |                           | Médaille d'or, monde     |

Légende :
- : première place, médaille d'or
- : deuxième place, médaille d'argent
- : troisième place, médaille de bronze
- : pas d'épreuve
- — : Non disputée par la fondeuse

### Coupe du monde
- 1 gros globe de cristal : 
  - Vainqueur  du classement général en 2019.
- 53 podiums : 
  - 38 podiums en épreuve individuelle : 5 victoires, 15 deuxièmes places et 18 troisièmes places.
  - 15 podiums en épreuve par équipes : 10 victoires, 3 deuxièmes places et 2 troisièmes places.

#### Courses par étapes
- 35 podiums, dont 12 victoires d'étapes.
- Tour de ski :
  - Vainqueur en 2019.
  - 24 podiums d'étape, dont 11 victoires.
- Nordic Opening : 3 podiums d'étape.
- Finales : 3 podiums d'étape.
- Ski Tour Canada : 2 podiums d'étape, dont 1 victoire.
- Ski Tour 2020 : 
  - 3e du classement final.
  - 3 podiums d'étape.

#### Détail des victoires individuelles
| Épreuve / Édition | Sprint | Sprint    | 10 km | 10 km     | Skiathlon 2 × 7,5 km | 15 km | 15 km     | 30 km | Tour de ski ou Nordic Opening |
| Épreuve / Édition | libre  | classique | libre | classique | Skiathlon 2 × 7,5 km | libre | classique | 30 km | Tour de ski ou Nordic Opening |
| 2014-15           | Davos  | Otepää    |       |           |                      |       |           |       |                               |
| 2016-17           |        |           |       |           |                      | Davos |           |       |                               |
| 2017-18           |        |           | Davos |           |                      |       |           |       |                               |
| 2018-19           |        |           |       |           |                      |       |           |       | Tour de ski                   |

##### Victoires d'étapes
| Date             | Lieu          | Pays      | Compétition     | Discipline  |
| ---------------- | ------------- | --------- | --------------- | ----------- |
| 31 décembre 2013 | Lenzerheide   | Suisse    | Tour de Ski     | SP          |
| 3 janvier 2016   | Lenzerheide   | Suisse    | Tour de Ski     | 5 km TL H   |
| 11 mars 2016     | Canmore       | Canada    | Ski Tour Canada | 10 km TL    |
| 1er janvier 2017 | Val Müstair   | Suisse    | Tour de Ski     | 5 km TC MS  |
| 31 décembre 2017 | Lenzerheide   | Suisse    | Tour de Ski     | 10 km TC    |
| 1er janvier 2018 | Lenzerheide   | Suisse    | Tour de Ski     | 10 km TL HS |
| 4 janvier 2018   | Oberstdorf    | Allemagne | Tour de Ski     | 10 km TL MS |
| 2 janvier 2019   | Oberstdorf    | Allemagne | Tour de Ski     | 10 km TC MS |
| 3 janvier 2019   | Oberstdorf    | Allemagne | Tour de Ski     | 10 km TL HS |
| 5 janvier 2019   | Val di Fiemme | Italie    | Tour de Ski     | 10 km TC MS |
| 6 janvier 2019   | Val di Fiemme | Italie    | Tour de Ski     | 9 km TL H   |
| 1er janvier 2020 | Toblach       | Italie    | Tour de Ski     | 10 km TC PU |

Légende :

TL = libre

TC = classique

SP = sprint

H = départ avec handicap
 
MS = départ groupé
 
PU = poursuite

#### Classements détaillés
| Saison / Épreuve | Général | Général | Distance | Distance | Sprint | Sprint |         | Tour de ski depuis 2007          | Finales depuis 2008              | Nordic Opening depuis 2011 |
| ---------------- | ------- | ------- | -------- | -------- | ------ | ------ | ------- | -------------------------------- | -------------------------------- | -------------------------- |
| Saison / Épreuve | Place   | Points  | Place    | Points   | Place  | Points |         | Tour de ski depuis 2007          | Finales depuis 2008              | Nordic Opening depuis 2011 |
| 2009             | 60e     | 56      | 41e      | 31       | 49e    | 25     | —       | 36e                              | Épreuve inexistante à cette date |                            |
| 2010             | 64e     | 80      | 50e      | 49       | 60e    | 27     | —       | 29e                              | Épreuve inexistante à cette date |                            |
| 2011             | 25e     | 304     | 28e      | 109      | 22e    | 99     | 14e     | 28e                              | 22e                              |                            |
| 2012             | 19e     | 539     | 20e      | 187      | 8e     | 266    | 15e     | 36e                              | 20e                              |                            |
| 2013             | 15e     | 478     | 28e      | 144      | 3e     | 294    | abandon | 13e                              | abandon                          |                            |
| 2014             | 10e     | 684     | 19e      | 138      | 4e     | 426    | abandon | 6e                               | 13e                              |                            |
| 2015             | 4e      | 894     | 15e      | 234      | 2e     | 560    | abandon | Épreuve inexistante à cette date | 4e                               |                            |
| 2016             | 2e      | 2302    | 3e       | 976      | 2e     | 646    | 2e      | 3e                               | 3e                               |                            |
| 2017             | 3e      | 1517    | 4e       | 771      | 5e     | 306    | 4e      | Épreuve inexistante à cette date | 2e                               |                            |
| 2018             | 3e      | 1414    | 2e       | 755      | 13e    | 185    | 2e      | 8e                               | 5e                               |                            |
| 2019             | 1re     | 1654    | 2e       | 817      | 15e    | 197    | 1re     | 3e                               | 3e                               |                            |
| 2020             | 5e      | 1110    | 5e       | 644      | 39e    | 46     | 3e      | Épreuve inexistante à cette date | —                                |                            |

Légende :
- — :  Épreuve non disputée par la skieuse
- : pas d'épreuve

### Championnat du monde junior
| Épreuve / Édition                 | Sprint        | Sprint            | 5 km              | 5 km          | Poursuite 2 × 5 km | Relais        |
| --------------------------------- | ------------- | ----------------- | ----------------- | ------------- | ------------------ | ------------- |
| Épreuve / Édition                 | libre         | classique         | libre             | classique     | Poursuite 2 × 5 km | Relais        |
| Mondiaux 2008 Malles Venosta      | pas d’épreuve | 11e               | Médaille d'argent | pas d’épreuve | 4e                 | Médaille d'or |
| Mondiaux 2009 Praz de Lys Sommand | Médaille d'or | pas d’épreuve     | pas d’épreuve     | Médaille d'or | Médaille d'or      | Médaille d'or |
| Mondiaux 2010 Hinterzarten        | pas d’épreuve | Médaille d'argent | Médaille d'argent | pas d’épreuve | Médaille d'or      | Médaille d'or |

### Coupe de Scandinavie
- 1re du classement général en 2010.
- 9 podiums, dont 4 victoires.

### Championnats de Norvège
- Championne en 2009 sur la poursuite.
- Championne en 2015 au sprint classique.
- Championne en 2019 au sprint par équipes.